# Provinz Los Andes (Bolivien)
Los Andes (spanisch für: "Die Anden") ist eine von zwanzig Provinzen des Departamento La Paz im südamerikanischen Anden-Staat Bolivien und liegt im zentralen Teil des Departamentos.

## Lage
Die Provinz liegt am Südost-Rand des Titicacasees und grenzt im Nordwesten an die Provinz Omasuyos, im Süden an die Provinz Ingavi, im Osten an die Provinz Murillo, und im Norden an die Provinz Larecaja.
Die Provinz erstreckt sich zwischen etwa 16° 00' und 16° 47' südlicher Breite und 68° 08' und 68° 45' westlicher Länge, sie misst von Norden nach Süden 90 Kilometer, von Westen nach Osten bis 75 Kilometer.

## Bevölkerung
Die Einwohnerzahl der Provinz Los Andes ist in den vergangenen drei Jahrzehnten auf fast das Doppelte angestiegen:
| Jahr | Einwohner | Quelle       |
| ---- | --------- | ------------ |
| 1992 | 62 185    | Volkszählung |
| 2001 | 69 636    | Volkszählung |
| 2012 | 77 579    | Volkszählung |
| 2024 | 116 690   | Volkszählung |

Der Alphabetisierungsgrad in der Provinz beträgt 81,1 Prozent, und zwar 90,6 Prozent bei Männern und 72,4 Prozent bei Frauen. (2001)
Die Säuglingssterblichkeit ist mit 6,8 Prozent (1992) und 7,3 Prozent (2001) hoch.
63,8 Prozent der Bevölkerung sprechen Spanisch, 96,2 Prozent sprechen Aymara, und 0,1 Prozent Quechua. (2001)
63,5 Prozent der Bevölkerung haben keinen Zugang zu Elektrizität, 70,1 Prozent leben ohne sanitäre Einrichtung (2001).
57,5 Prozent der Haushalte besitzen ein Radio, 13,0 Prozent einen Fernseher, 32,4 Prozent ein Fahrrad, 1,1 Prozent ein Motorrad, 2,5 Prozent einen PKW, 0,4 Prozent einen Kühlschrank, 0,9 Prozent ein Telefon. (2001)
71,5 Prozent der Einwohner sind katholisch, 24,2 Prozent sind evangelisch (1992).

## Gliederung
Die Provinz Los Andes gliederte sich bei der Volkszählung von 2024 in die folgenden vier Verwaltungsbezirke (bolivianisch: Municipios):
- 02-1201 Municipio Pucarani – 49.701 Einwohner
- 02-1202 Municipio Laja – 38.612 Einwohner
- 02-1203 Municipio Batallas – 20.503 Einwohner
- 02-1204 Municipio Puerto Pérez – 7.874 Einwohner

## Ortschaften in der Provinz Los Andes
- Municipio Pucarani
  - Pucarani 1313 Einw. – Palcoco 920 Einw. – Patamanta 857 Einw. – Tujuyo 817 Einw. – Vilaque Cochapampa 784 Einw. – Vilaque Pampajasi 777 Einw. – Chojasivi 702 Einw. – Chojña Collo 693 Einw. – Palcoco Litoral 676 Einw. – Chuñavi 670 Einw. – Catavi 652 Einw. – Corapata 640 Einw. – Machacamarca 588 Einw. – Villa Vilaque 579 Einw. – Ancocagua 570 Einw. – Cúcuta 558 Einw. – Santa Ana 528 Einw. – Cohana Grande 505 Einw. – Chipamaya 478 Einw. – Chiarpata 306 Einw. – Iquiaca Grande 250 Einw. – Lacaya 231 Einw. – Villa Iquiaca 101 Einw.

- Municipio Laja
  - Puchucollo Alto 2461 Einw. – Cantapa 1541 Einw. – Callamarca 1027 Einw. – Laja 876 Einw. – Cúcuta 823 Einw. – Capacasi 780 Einw. – Tambillo 711 Einw. – Sacacani 619 Einw. – Puchucollo Bajo Sur 561 Einw. – Pochocollo Bajo 557 Einw. – Copajira 552 Einw. – Chuño Chuñuni 509 Einw. – Calería 382 Einw. – Collo Collo 317 Einw. – Quellani 241 Einw. – Curva Pucará 190 Einw. – San Juan de Satatotora 146 Einw.

- Municipio Batallas
  - Batallas 2257 Einw. – Karhuiza 1034 Einw. – Chirapaca 851 Einw. – Igachi 720 Einw. – Alto Peñas 712 Einw. – Cullucachi 656 Einw. – Suriquiña 568 Einw. – Pariri 543 Einw. – Catacora 537 Einw. – Calasaya 521 Einw. – Tuquia 516 Einw. – Cutusuma 448 Einw. – Peñas 393 Einw. – Huancané 374 Einw. – Chachacomani 255 Einw. – Kerani 209 Einw. – Llasaraya 71 Einw.

- Municipio Puerto Pérez
  - Puerto Pérez 578 Einw. – Cumaná 457 Einw. – Ayzadera 382 Einw. – Karapata Alta 268 Einw. – Cascachi 204 Einw.